# Ingemar Olsson (musiker)
Ingemar Herbert Paul Olsson, född 24 februari 1947 i Norrköping, är en svensk sångare, kompositör och sångtextförfattare.

## Biografi
Ingemar Olsson växte upp i Hässelby i Stockholm, där hans far Herbert Olsson (1911–1994) var pastor i en baptistkyrka under 25 år. Ingemar Olsson var elev i Adolf Fredriks Musikgymnasium och startade med sin klasskamrat Ulf Widding popbandet The Sounds och började skriva egna låtar. Efter studentexamen upptäcktes han som soloartist av ett skivbolag och gjorde 1970 sin första LP Livs Levande, producerad av Claes af Geijerstam och med medverkan av bland annat Ola Brunkert och Janne Schaffer.
Olssons musik är pop/rock och ibland ballader, med inslag av gospel. Hans ofta kluriga sångtexter handlar om kärlek, Gud och politik i en högst personlig blandning. Hans sång Du vet väl om att du är värdefull (nr 791 i Den svenska psalmboken) sjungs ofta vid barndop och har bland annat spelats in av Carola Häggkvist.
Olsson har spelat in sina låtar i Stockholm, Los Angeles samt Johannesburg och turnerat i stora delar av världen. Fyra av hans låtar har legat på Svensktoppen: Liten och stor, Rock'n roll är musiken, Som din mamma och Verkligheten är större. Han medverkade i TV-serien Minns du sången som sändes i SVT 1998–2000.
Under 2012 hade Olsson ett deltidsjobb (25%) som pastor i Ängebykyrkan i Fellingsbro, där församlingen till stor del utgjordes av flyktingar och asylsökande från hela världen. Mötet med dem bidrog till att han skrev spänningsromanen Utvisningen och spelade in två musik-videor: Det här är ditt land och Jesus Is Not a Religion

## Svenska skivor
- 1969 - Good old Sundayschool/Törs vi följa honom (singel)
- 1970 - Livs Levande (med bland annat Veckoposten)
- 1971 - Helhjärtat
- 1973 - I alla fall
- 1976 - Genomskådad
- 1978 - En liten bit i taget
- 1981 - Musikalen Pappa
- 1983 - I full frihet (med bland annat Du vet väl om att du är värdefull)
- 1986 - Ingemar Olsson Live (med bland annat Veckoposten)
- 1992 - Ett steg till
- 1994 - Olsson i Afrika
- 1998 - Storslaget
- 1998 - Skrik för livet
- 1999 - Sköna människor
- 2001 - IO på svenska
- 2002 - Verkligheten är större (med bland annat Plastic Paradise)
- 2005 - ELLER HUR !
- 2005 - Ingemar Olssons Första (återutgivning av Olssons första album "Livs levande" från 1970)
- 2006 - Typiskt (Samlingsskiva 1973-2006) (med bland annat Du vet väl om att du är värdefull)
- 2015 - Nytolkat
- 2016 - Kom igen
- 2016 - Spegelvänd
- 2019 - Och Fred På Jorden
- 2020 - Äntligen

## Melodier på Svensktoppen[7]
- 1999 – Liten och stor
- 2002 – Rock'n roll är musiken
- 2002 – Som din mamma
- 2002 – Verkligheten är större

## Engelska skivor
- 1975 - Well and alive
- 1980 - Journey
- 1985 - I feel free
- 1986 - Ingemar Olsson Live - One man, One Band and a Thousand voices
- 1990 - IO
- 1994 - Round the corner